# Hendrik Enno Boeke
Hendrik Enno Boeke (* 12. September 1881 in Wormerveer; † 6. Dezember 1918 in Frankfurt am Main) war ein niederländischer Mineraloge. Er lehrte an den Universitäten Königsberg, Leipzig, Halle (Saale) und Frankfurt am Main.

## Leben
Hendrik Enno Boeke war der Sohn des Isaak Hermann, der mennonitischer Geistlicher war, und der Sara Maria van Gelder. Zunächst besuchte er ein Gymnasium, dann eine Oberrealschule in Amsterdam. Er bezog 1900 die Universität Amsterdam, um Chemie zu studieren. Seine Lehrer waren Hendrik Willem Bakhuis Roozeboom und Johannes Diderik van der Waals. An der Universität Oslo studierte er 1905, 1905/1906 arbeitete er bei Gustav Tammann an der Universität Göttingen, wo er in diesem Zeitraum auch studierte. 1906 schloss er das Studium in Amsterdam mit der Promotion zum Doktor phil. ab. Die Dissertation hieß De mengkrystallen bij natriumsulfaat, -molybdaat en -wolframaat und befasste sich mit Schwermetallkristallen. 1906 ehelichte er in Den Haag Leonore Mirandolle. Ferner wurde er in diesem Jahr Assistent von Friedrich Rinne an der TH Hannover.
1908 habilitierte die Universität Königsberg, an die er mit Rinne gewechselt war, Boeke für Chemie. Die Habilitationsschrift hieß Über das Kristallisationsschema der Chloride, Bromide und Jodide von Natrium, Kalium und Magnesium. Noch in diesem Jahr stellte sie ihn als Privatdozenten an. Als außerordentlicher Professor unterrichtete er seit 1910 physikalisch-chemische Mineralogie sowie Petrografie an der Fakultät für Philosophie an der Universität Leipzig. Somit war er der erste deutsche Professor für dieses Spezialfach. Schon im nächsten Jahr wechselte er als außerordentlicher Professor für die gleichen Fächer an die Universität Halle.
1912 reiste er nach New York und Washington. Dabei besuchte er auch das Institut für Geophysik in Washington. Im folgenden Jahr führte ihn eine Studienreise nach Kanada.
Die Universität Frankfurt am Main ernannte Boeke 1914 schließlich zum ordentlichen Professor für Mineralogie, nachdem er eine Berufung der Universität Tübingen abgelehnt hatte. Dort leitete er auch das Institut für Mineralogie.
In der Zeit des Ersten Weltkrieges fungierte Boeke auch an der Universität Gent. In Frankfurt unterrichtete er bis zu seinem Tode. Er starb am 6. Dezember 1918 dort im Alter von 37 Jahren durch Suizid.
Boeke gehörte seit 1914 der Leopoldina an.

## Leistungen
Boeke führte in die Petrographie auf Chemie, Physik und Mathematik basierende Denkweisen und Arbeitsmethoden ein. Diese standen den bis dahin beschreibenden Verfahren gegenüber. Er veröffentlichte auch Werke zu Metallsalzen und beschäftigte sich weiter mit Salzlagerstätten und Magmengesteinen.
Boeke gilt zudem als Erstbeschreiber des Minerals Rinneit.

## Werke
- De mengkrystallen bij natriumsulfaat, -molybdaat en -wolframaat (Dissertation, 1906)
- Über das Kristallisationsschema der Chloride, Bromide und Jodide von Natrium, Kalium und Magnesium (Habilitationsschrift)
- Die Anwendung der stereographischen Projektion bei kristallographischen Untersuchungen (Berlin 1911)
- Die gnomonische Projektion in ihrer Anwendung auf Kristallographische Aufgaben (Berlin 1913)
- Grundlagen der physikalisch-chemischen Petrographie (Berlin 1915)